# スクテラリン
スクテラリン(Scutelarin、EC 3.4.21.60)は、以下の化学反応を触媒する酵素である。
プロトロンビンのArg-Thr及びArg-Ile結合を選択的に切断し、トロンビンと2つの不活性断片を生成する。
この酵素は、タイパンの毒から単離された。